# میرز چاک، آلاسکا
میرز چاک (به انگلیسی: Meyers Chuck) شهرکی در بخش رنگل ایالت آلاسکا است که جمعیت آن در سرشماری سال ۲۰۰۰ میلادی ۲۱ نفر بوده‌است.